# Краснопілка (Гайсинський район)
Краснопі́лка — село в Україні, в Гайсинському районі Вінницької області, адміністративний центр Краснопільської сільської громади. Розташоване на обох берегах річки Чортала (притока Кіблича) за 25 км на схід від міста Гайсин. Через село проходить автошлях М30. Населення становить 1 420 осіб (станом на 1 січня 2017 р.).

## Історія
7 (20) листопада 1917 року, відповідно до Третього Універсалу Української Центральної Ради, увійшло до складу Української Народної Республіки.

## Населення

### Мова
Розподіл населення за рідною мовою за даними перепису 2001 року:
| Мова       | Кількість | Відсоток |
| ---------- | --------- | -------- |
| українська | 1611      | 99.02%   |
| російська  | 15        | 0.92%    |
| білоруська | 1         | 0.06%    |
| Усього     | 1627      | 100%     |

## Галерея

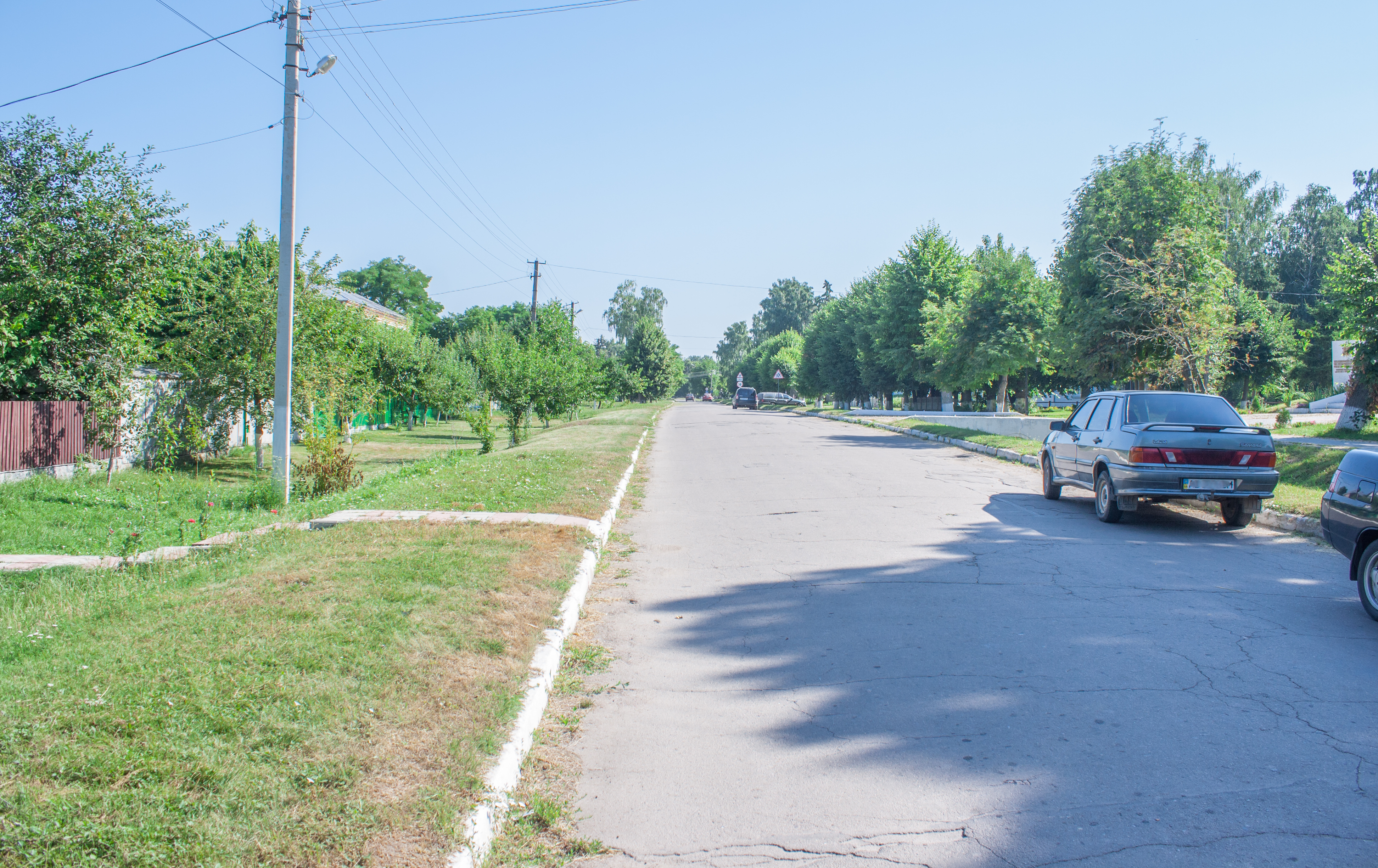
Вулиця Центральна
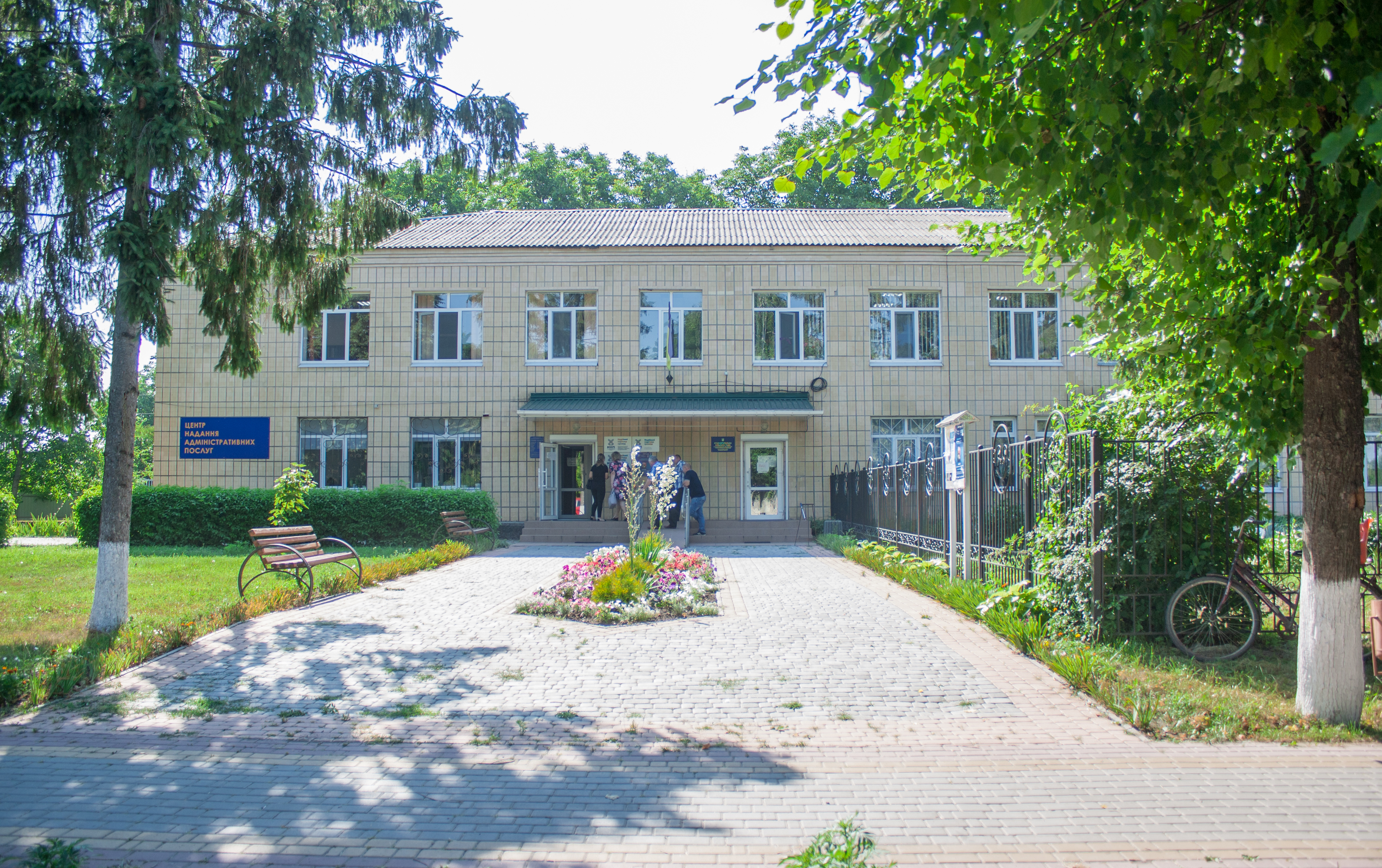
Сільська рада
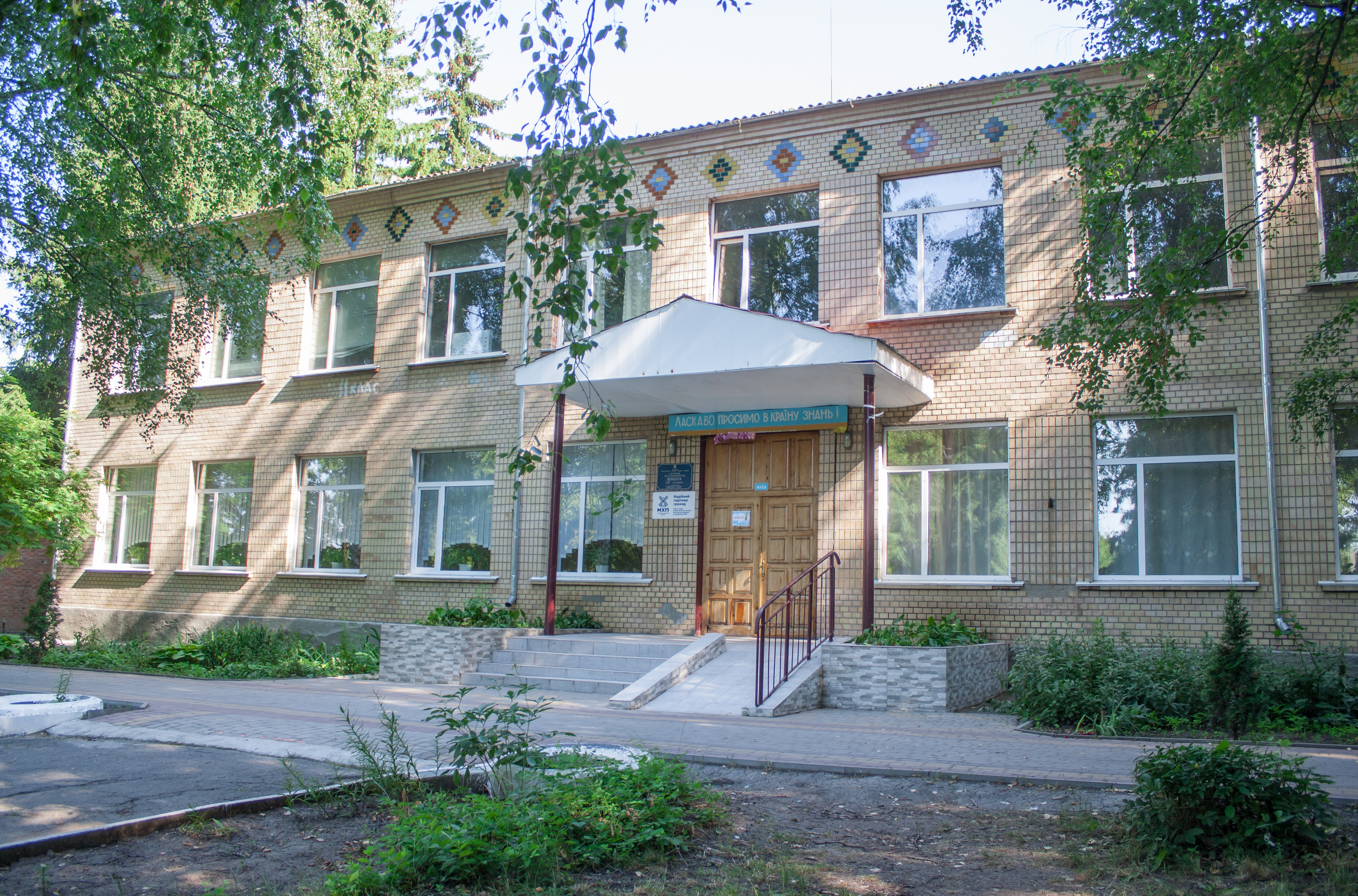
Школа
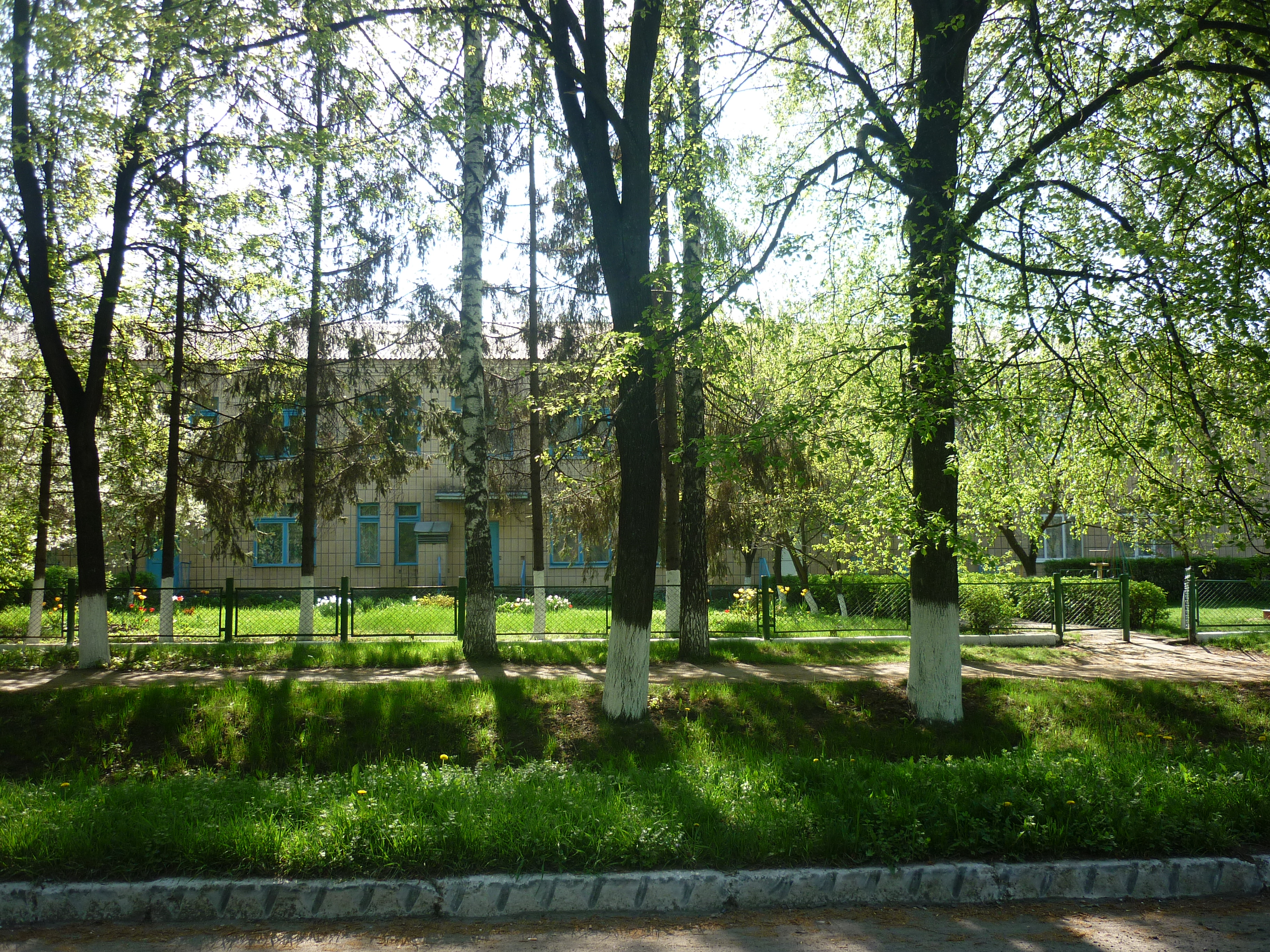
Дитсадок
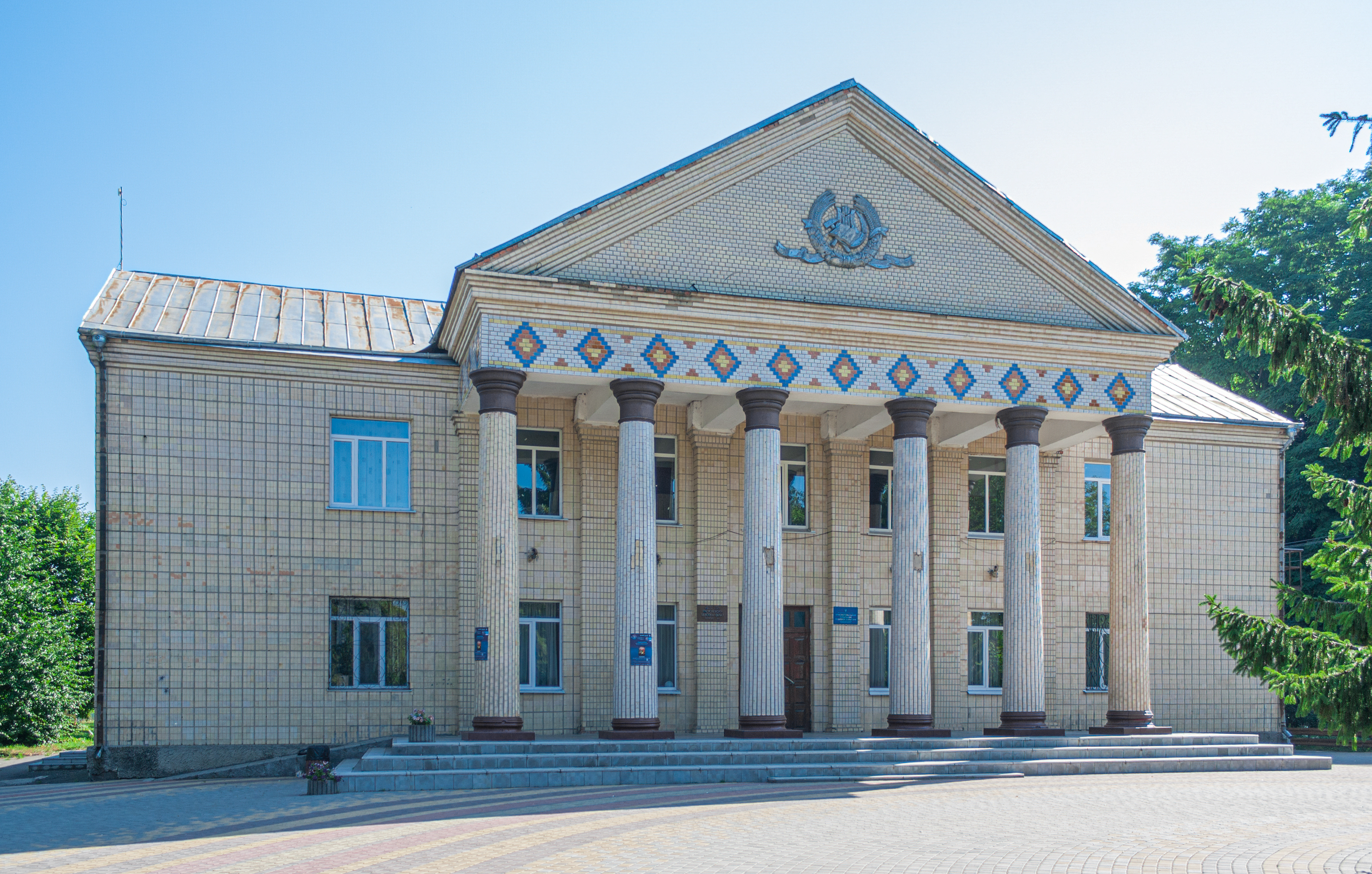
Будинок культури
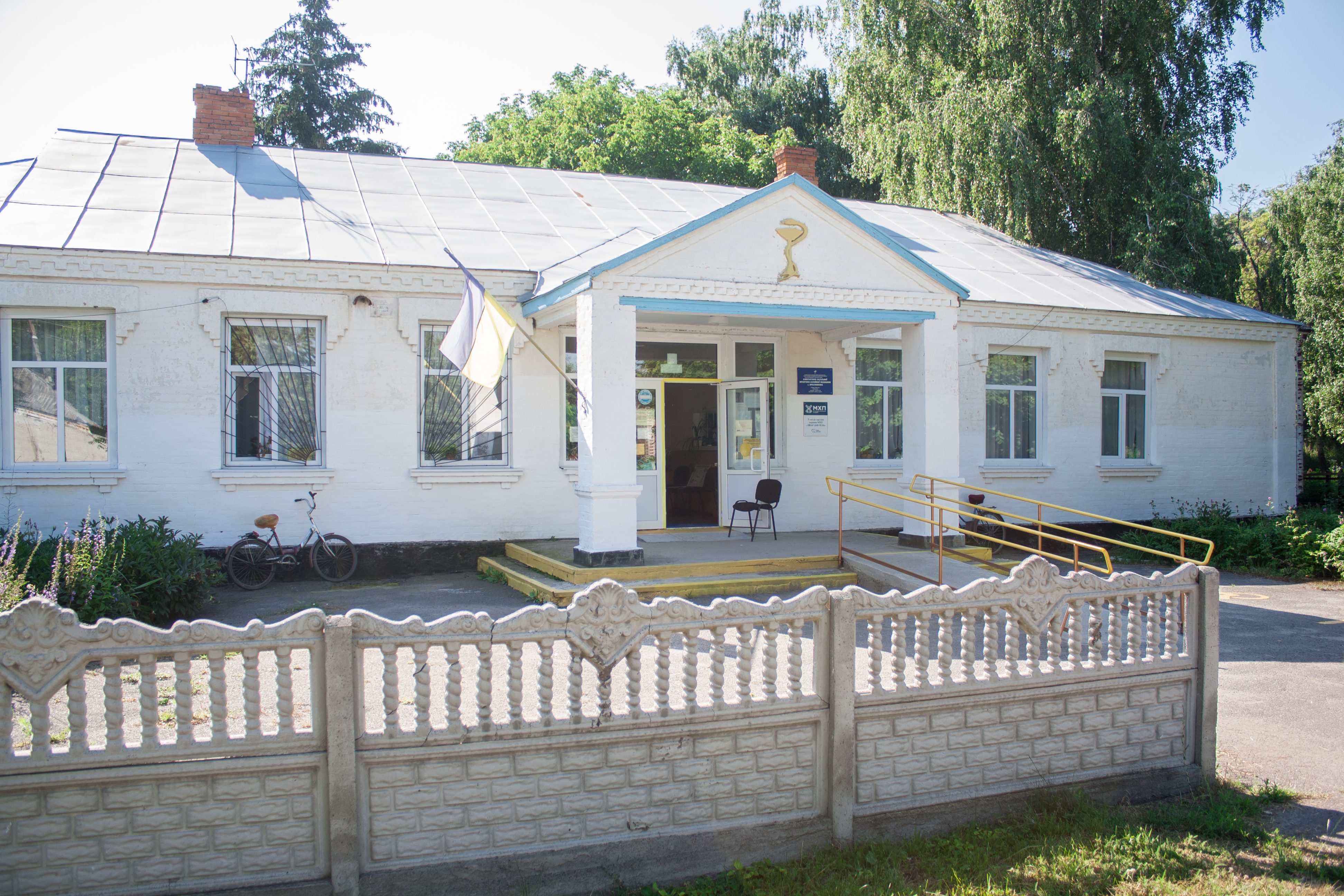
Амбулаторія
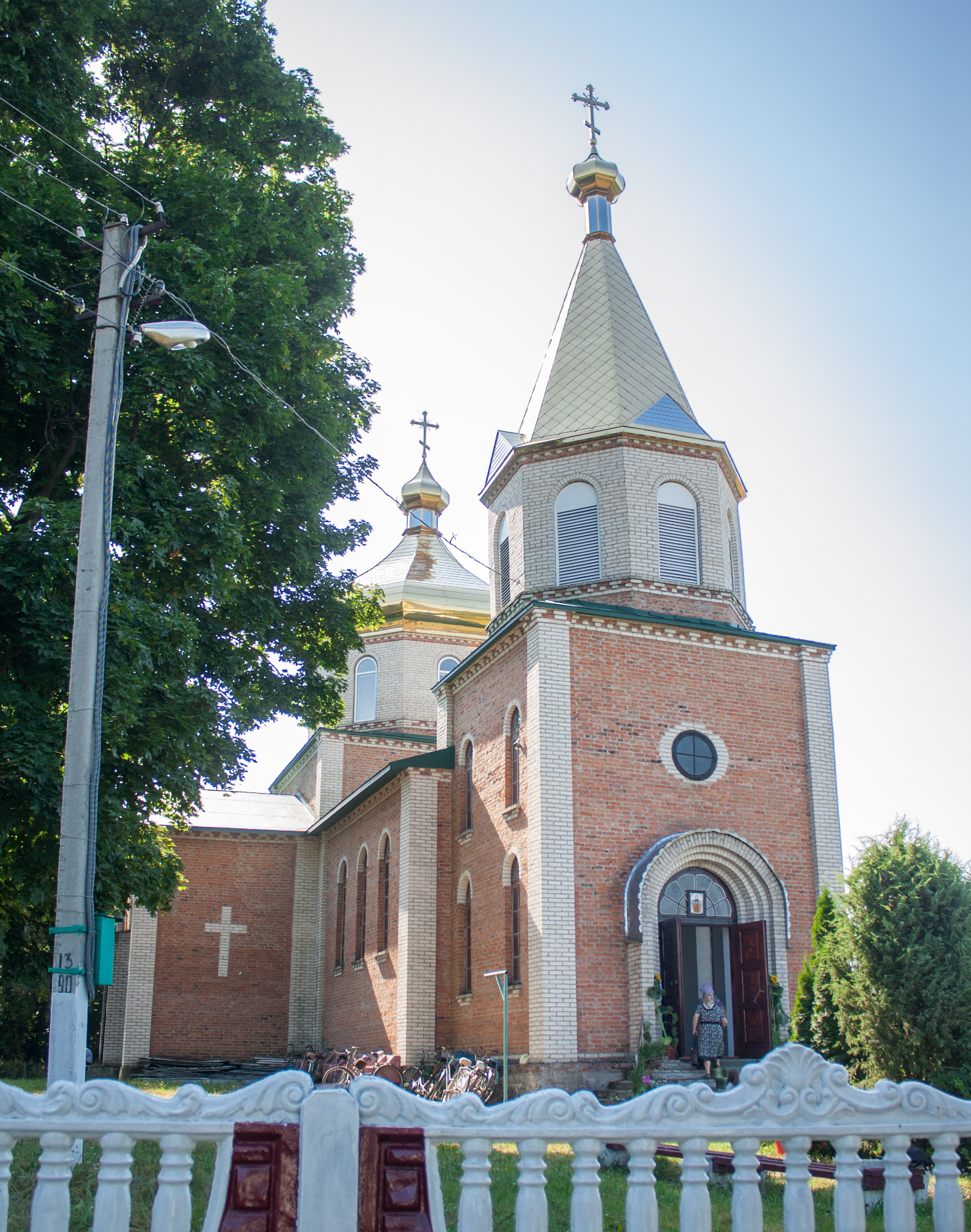
Церква
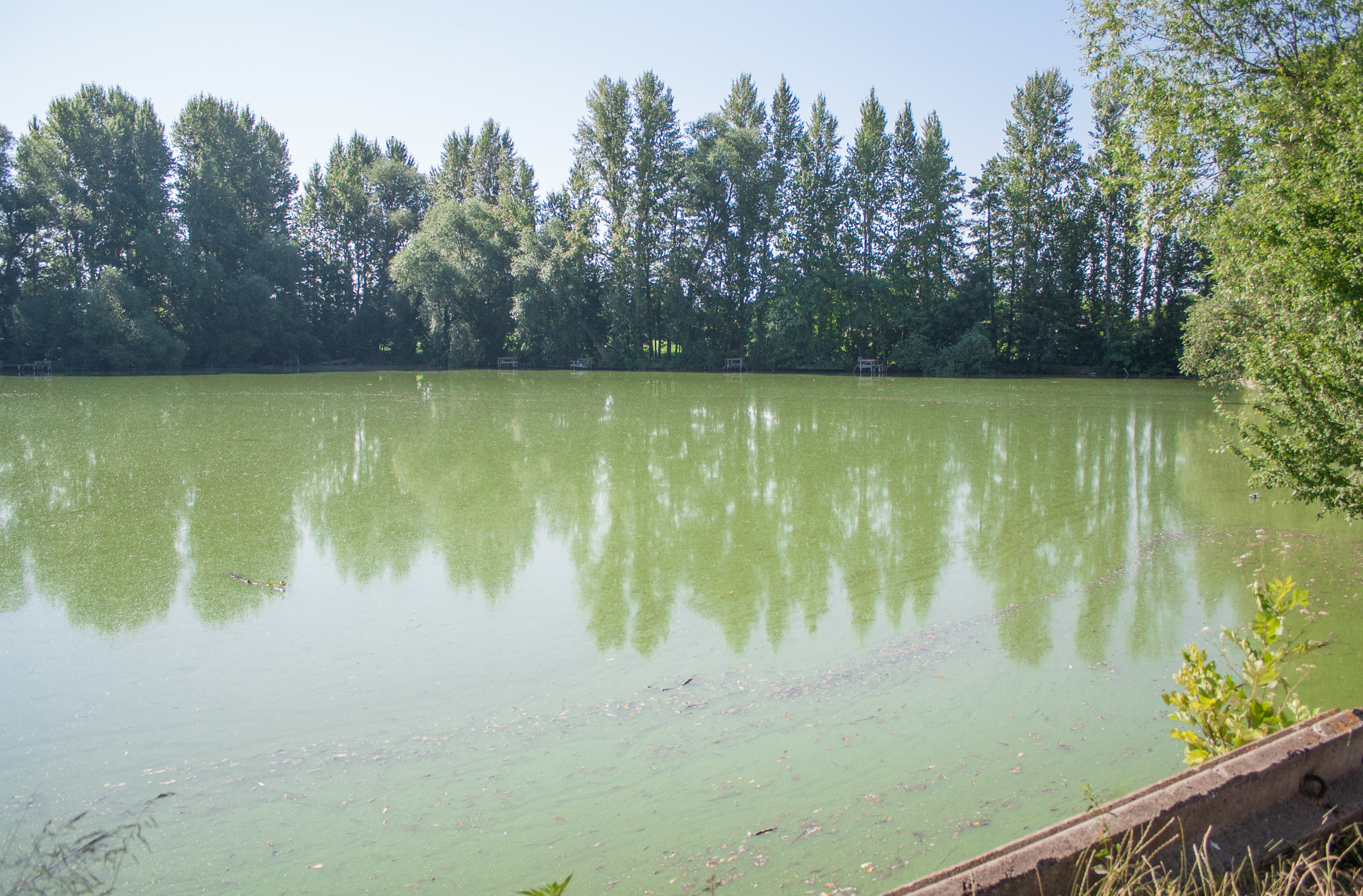
Ставок на річці Чортала
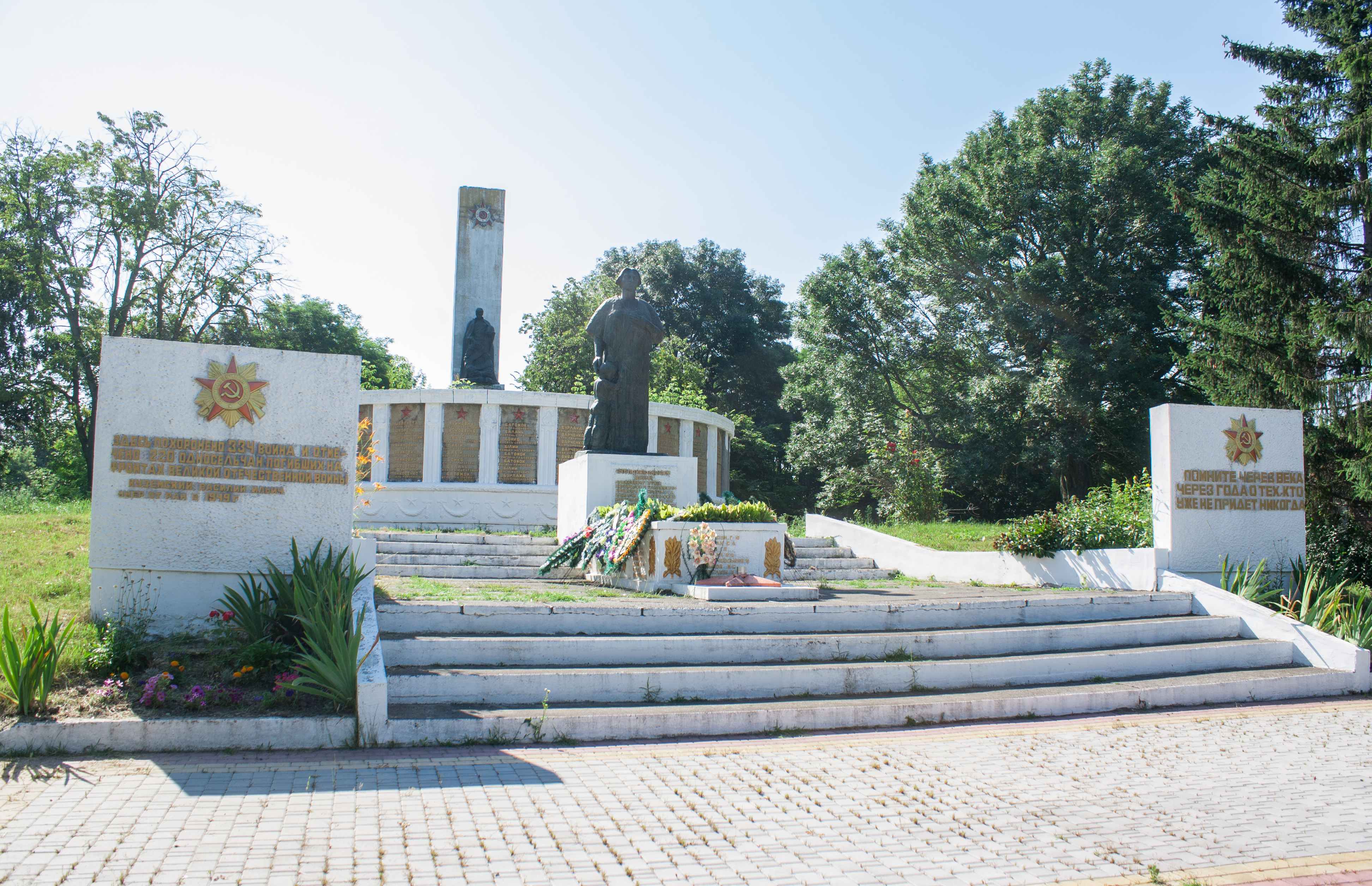
Братська могила радянських воїнів
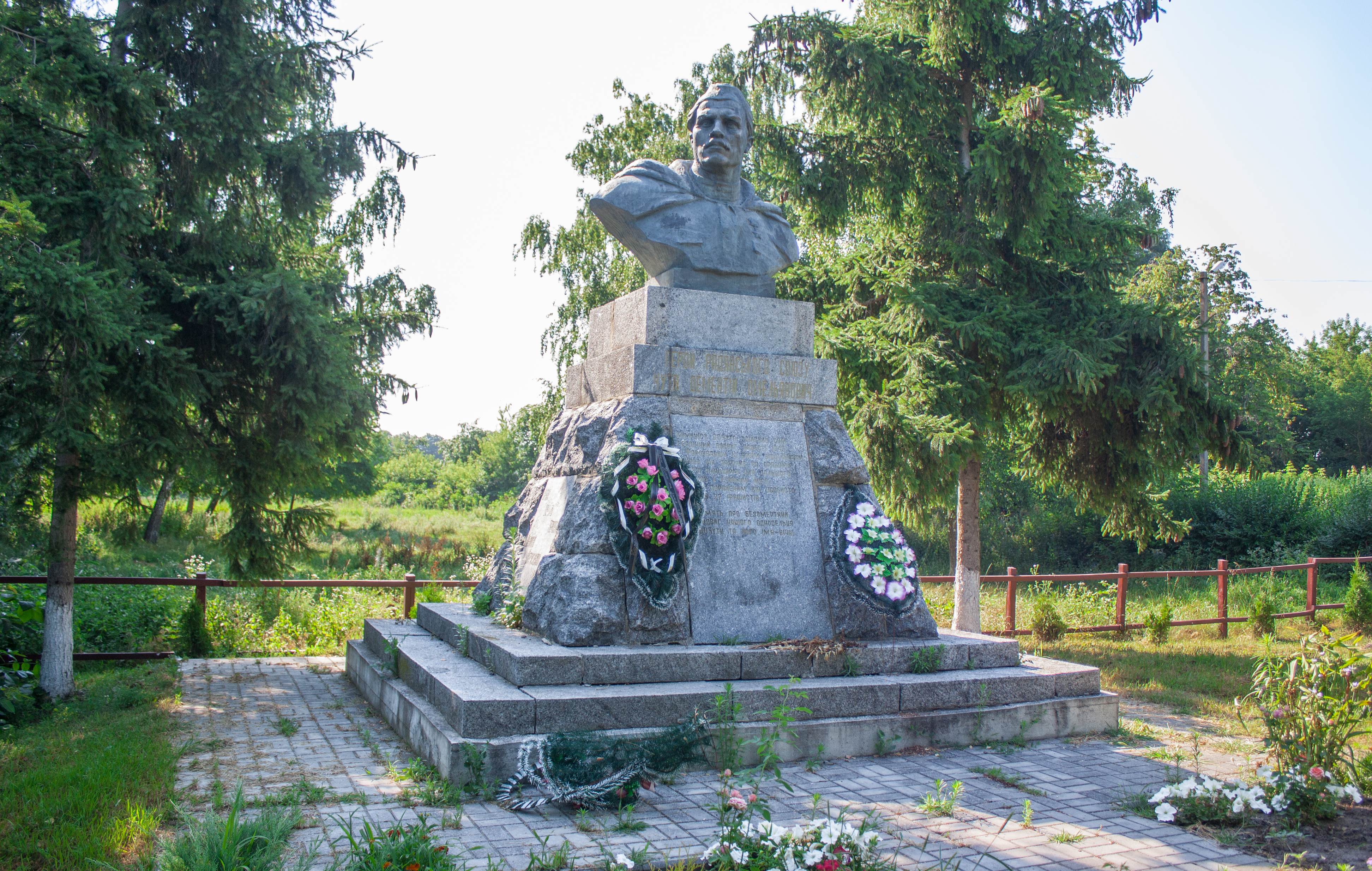
Пам'ятник Герою Рад. Союзу Д.О. Чуті
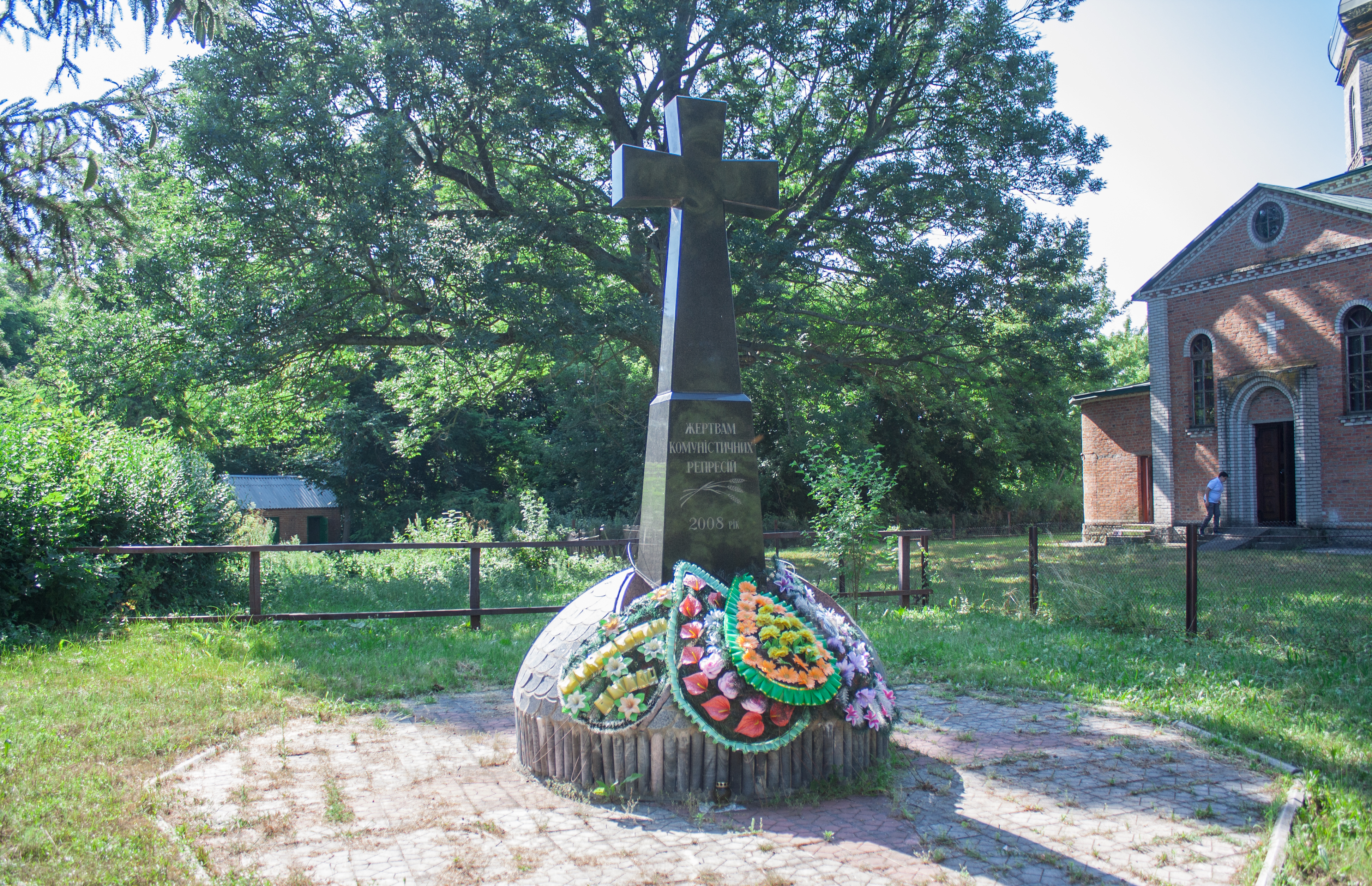
Пам'ятник жертвам комуністичних репресій

## Відомі люди
В селі народилися:
- Лановенко Микола Андрійович (1987—2022) — майстер-сержант окремого загону спеціального призначення НГУ «Азов» Національної гвардії України, учасник російсько-української війни, що загинув у ході російського вторгнення в Україну в 2022 році.
- Чута Дементій Омелянович (1920—1956) — учасник німецько-радянської війни, командир відділення 1035-го стрілецького полку 280-ї Червонопрапорної Конотопської стрілецької дивізії 60-ї армії Центрального фронту, молодший сержант, Герой Радянського Союзу (1943).
- Татарин Трифон Дементійович (псевдонім Т. Краснопільський, нар. 1 лютого 1886 — помер після 1939) — катеринославський просвітянин, автор «Думи про неволю Сибірську», кореспондент академіка Дм. Яворницького, в'язень царських і сталінських тюрем. Про нього: http://www.museum.dp.ua/tatarin.html [Архівовано 19 листопада 2019 у Wayback Machine.]